# 曾雪麟
曾雪麟（1929年12月2日—2016年2月11日），出生于暹罗（现泰国），客家人，前中国国家足球队主教练、中国足坛名宿。

## 生平
1929年12月2日，生于暹罗。1936年，回到广东梅县居住。1949年11月2日，参军入伍，在中国人民解放军第二野战军军事政治大学第四分校学习。1950年，四分校学员按照命令随校徒步3个月由广州迁移至昆明。同年，加入中国共青团。

### 球员時代
他在1951年加入西南军区体工大队足球队，1952年入选云南军区足球队，1954年入选八一足球队，同年随中国国家青年足球队到匈牙利学习。1955年加入国家二队，兩年后随白队落户天津，並出任主力门将及天津队队长，当时的队友有苏永舜、严德俊、邓雪昌、崔泰焕等球星，期间还曾经入选国家队。1959年全运会后退役并成为天津队主教练。

### 教练時代
他在1959－1982年担任天津队、北京青年队及北京队主教练期間，获得多個全国性比赛冠军。
他在1983－1985年担任中国国家足球队主教练，他率领中国队在亚洲杯夺得亚军是中国队在亚洲杯的最佳战绩。1985年5月19日，在世界杯足球外围赛中败给香港队，导致中国队被淘汰，只列小组第二，未能进入第二阶段比赛，从而引发了球迷骚乱性质的5·19事件。他本人旋即在5月31日辞职。
1990年5月，曾雪麟成為香港球隊愉園體育會的主教練，1991年1月改任副領隊。
1998年4月，在肖笃寅因四连败下课后，曾雪麟短暫执掌深圳平安，其後曾任深圳队领队，辅佐时任主教练車範根。
此后，在2006年和2009年曾雪麟曾经受邀重返深圳足球俱乐部担任球队的总顾问。
2016年2月11日，前国足主帅曾雪麟因病逝世于深圳，享年86岁。
2016年2月19日上午9时15分，在深圳殡仪馆举行曾雪麟先生的追悼大会暨遗体告别仪式。

## 战绩
1984年亚洲杯亚军。

## 家族
曾雪麟的妻子为中国体操运动员、教练员陈孝彰，侄子为已故香港企业家曾憲梓。

## 外部連結
| 前任： 張宏根 | 中国国家足球队主教练 1983年至1985年 | 繼任： 年维泗 |